# Sichuanlijster
De sichuanlijster (Zoothera griseiceps) is een zangvogel uit de familie Turdidae (lijsters). De soort is sinds 2016 als aparte soort afgesplitst van de himalayalijster (Z. mollissima).

## Verspreiding en leefgebied
De vogel komt voor in het zuiden van China en het noordwesten van Vietnam.